# Campeonato Paulista de Futebol de 2016 - Série A3
O Campeonato Paulista de Futebol da Série A3 de 2016 foi a 63.ª edição da terceira divisão do futebol paulista. A competição organizada pela Federação Paulista de Futebol foi disputada por vinte equipes entre 31 de janeiro à 15 de maio. Ao fim do torneio, o campeão e o vice-campeão obtiveram duas vagas para Série A2 de 2017, enquanto os seis últimos foram rebaixados para Série B, equivalente à quarta divisão do Estado em 2017.

## Regulamento
A competição foi disputada por vinte equipes: além dos quatro rebaixados da Série A2 de 2015 e dos quatro promovidos da Série B de 2015 (equivalente ao quatro patamar do futebol paulista), também participariam, a princípio, os doze clubes que terminaram a Série A3 de 2015 entre o 5º e o 16º lugares. Entretanto, o Sport Club Atibaia, 4º colocado, teve sua promoção impedida em 2015 pelo fato de não ter um estádio condizente com as exigências da Série A2. Além disso, o Cotia Futebol Clube, 16º colocado, foi automaticamente rebaixado para a Série B por ter se ausentado em três partidas da competição. Desse modo, além dos rebaixados e promovidos de 2015, participarão da competição as equipes que terminaram a Série A3 do ano anterior na 4ª posição, da 6ª à 15ª e na 17ª.
Na primeira fase do torneio, as vinte equipes se enfrentaram em dezenove rodadas (todos contra todos, apenas jogos de ida). Os seis clubes com as menores pontuação foram rebaixados para a Série B de 2017, enquanto os oito primeiros colocados avançaram para a segunda fase da competição, na qual os clubes foram divididos em dois grupos. As equipes se enfrentaram dentro de cada chave, em jogos de ida e volta, totalizando seis rodadas nessa etapa. Ao fim da segunda fase, apenas os líderes de cada grupo, Sertãozinho e Rio Preto, tiveram acesso garantido à Série A2 de 2017. O campeão da terceira divisão foi o Sertãozinho, após enfrentar o Rio Preto em jogos de ida e volta.

## Equipes participantes
| Equipe                            | Cidade               | Em 2015  | Estádio                    | Capacidade | Títulos            |
| --------------------------------- | -------------------- | -------- | -------------------------- | ---------- | ------------------ |
| Sport Club Atibaia                | Atibaia              | 4º       | Salvador Russani           | 2.563      | 0                  |
| Grêmio Catanduvense de Futebol    | Catanduva            | 19º (A2) | Silvio Salles              | 16.444     | 0                  |
| Comercial Futebol Clube           | Ribeirão Preto       | 17º (A2) | Palma Travassos            | 18.277     | 0                  |
| Fernandópolis Futebol Clube       | Fernandópolis        | 2º (SD)  | Cláudio Rodante            | 6.950      | 0                  |
| Associação Atlética Flamengo      | Guarulhos            | 13º      | Antônio Soares de Oliveira | 6.235      | 1 (2008)           |
| Grêmio Barueri                    | Barueri              | 15º      | Arena Barueri              | 31.452     | 0                  |
| Grêmio Esportivo Osasco           | Osasco               | 8º       | José Liberatti             | 12.430     | 0                  |
| Guaratinguetá Futebol Ltda.       | Guaratinguetá        | 20º (A2) | Dario Rodrigues Leite      | 16.095     | 0                  |
| Associação Atlética Internacional | Limeira              | 6º       | José Levy Sobrinho         | 18.000     | 1 (1966)           |
| Sociedade Esportiva Itapirense    | Itapira              | 14º      | Francisco Vieira           | 4.800      | 0                  |
| Sociedade Esportiva Matonense     | Matão                | 18º (A2) | Hudson Buck Ferreira       | 14.500     | 1 (1996)           |
| Nacional Atlético Clube           | São Paulo            | 9º       | Nicolau Alayon             | 10.117     | 2 (último em 2000) |
| Esporte Clube Noroeste            | Bauru                | 4º (SD)  | Alfredo de Castilho        | 18.866     | 1 (1995)           |
| Olímpia Futebol Clube             | Olímpia              | 3º (SD)  | Maria Tereza Breda         | 15.000     | 1 (2007)           |
| Esporte Clube Primavera           | Indaiatuba           | 7º       | Ítalo Mário Limongi        | 10.220     | 0                  |
| Rio Preto Esporte Clube           | S. José do Rio Preto | 17º      | Anísio Haddad              | 14.126     | 2 (último em 1999) |
| São Carlos Futebol Clube          | São Carlos           | 1º (SD)  | Luís Augusto de Oliveira   | 10.043     | 0                  |
| São José Esporte Clube            | S. José dos Campos   | 10º      | Mário Martins Pereira      | 16.500     | 0                  |
| São José dos Campos Futebol Clube | S. José dos Campos   | 11º      | Mário Martins Pereira      | 16.500     | 0                  |
| Sertãozinho Futebol Clube         | Sertãozinho          | 12º      | Frederico Dalmaso          | 7.860      | 2 (último em 2004) |

## Primeira fase
|  |                                      |
|  | Classificados para a segunda fase    |
|  | Eliminados na primeira fase          |
|  | Rebaixados à Segunda Divisão de 2017 |

## Segunda fase

### Grupo 1
| Pos. | Time        | Pts | J | V | E | D | GP | GS | SG |
| ---- | ----------- | --- | - | - | - | - | -- | -- | -- |
| 1    | Sertãozinho | 11  | 6 | 3 | 2 | 1 | 6  | 3  | 3  |
| 2    | Flamengo-SP | 8   | 6 | 2 | 2 | 2 | 6  | 7  | -1 |
| 3    | Nacional-SP | 7   | 6 | 2 | 1 | 3 | 10 | 11 | -1 |
| 4    | Matonense   | 7   | 6 | 2 | 1 | 3 | 7  | 8  | -1 |

### Grupo 2
| Pos. | Time         | Pts | J | V | E | D | GP | GS | SG |
| ---- | ------------ | --- | - | - | - | - | -- | -- | -- |
| 1    | Rio Preto    | 13  | 6 | 4 | 1 | 1 | 16 | 10 | 6  |
| 2    | São Carlos   | 10  | 6 | 3 | 1 | 2 | 8  | 7  | 1  |
| 3    | Catanduvense | 6   | 6 | 1 | 3 | 2 | 10 | 14 | -4 |
| 4    | Atibaia      | 4   | 6 | 1 | 1 | 4 | 6  | 9  | -3 |

|  |                                                                 |
|  | Classificados para a final e promovidos para a Série A2 de 2017 |
|  | Eliminados na segunda fase                                      |

## Final
| Domingo, 8 de maio | Sertãozinho                     | 2 – 0 | Rio Preto | Estádio Frederico Dalmaso, Sertãozinho  |
| 10:30              | Felipe 24' · Edu Pina 61' (pen) |       |           | Árbitro: SP Rafael Gomes Felix da Silva |

| Sertãozinho | Rio Preto |

| Sábado, 14 de maio | Rio Preto                         | 2 - 1 | Sertãozinho | Estádio Anísio Haddad, São José do Rio Preto |
| 19:00              | Wanderson 19' · Felipe Manuel 26' |       | 67' Felipe  | Árbitro: SP                                  |

| Rio Preto | Sertãozinho |

## Premiação
| Campeonato Paulista de 2016 - Série A3 |
| Sertãozinho                            |
| -------------------------------------- |
| Sertãozinho Campeão (3° título)        |